# (541057) 2018 CD7
(541057) 2018 CD7 es un asteroide perteneciente al cinturón de asteroides descubierto el 22 de mayo de 2003 por el equipo del Spacewatch desde el Observatorio Nacional de Kitt Peak, Arizona, Estados Unidos.

## Designación y nombre
Designado provisionalmente como 2018 CD7.

## Características orbitales
2018 CD7 está situado a una distancia media del Sol de 3,116 ua, pudiendo alejarse hasta 3,361 ua y acercarse hasta 2,872 ua. Su excentricidad es 0,078 y la inclinación orbital 10,52 grados. Emplea 2009,77 días en completar una órbita alrededor del Sol.

## Características físicas
La magnitud absoluta de 2018 CD7 es 15,3. 